# Râul Valea Coacăzei
Râul Valea Coacăzei este un afluent al râului Sbârcioara. 

## Hărți
- Harta județului Brașov